# Nightmare (album Avenged Sevenfold)
| Recensione        | Giudizio |
| ----------------- | -------- |
| 411mania.com      | 9.0/10   |
| AllMusic          |          |
| The A.V. Club     | C-       |
| Evigshed Magazine | 10/10    |
| Kerrang!          |          |
| Metal Hammer      | 8/10     |
| Rock Sound        | 7/10     |

Nightmare è il quinto album in studio del gruppo musicale statunitense Avenged Sevenfold, pubblicato il 27 luglio 2010 dalla Warner Bros. Records, Sire Records, and Hopeless Records.
Si tratta del primo album registrato senza il batterista The Rev, scomparso nel dicembre 2009. Tuttavia, prima della sua morte, quest'ultimo aveva scritto quasi tutte le parti di batteria per l'album; nei brani inoltre sono presenti alcune tracce vocali registrate da The Rev, utilizzate come tributo alla sua memoria. Le parti di batteria dell'album sono registrate dal batterista dei Dream Theater, Mike Portnoy, il quale ha accompagnato il gruppo durante il tour di supporto all'album.

## Descrizione

### Antefatti e registrazione
Verso la fine del 2009 (a due anni di distanza dalla pubblicazione del loro album omonimo), il gruppo cominciò a lavorare al nuovo album, descritto come il loro "più personale ed epico, che ti porterà definitivamente in un viaggio misterioso". Tuttavia, il 28 dicembre dello stesso anno il corpo senza vita di James "The Rev" Sullivan fu ritrovato nella sua casa, causando la momentanea sospensione della registrazione dell'album.

Nei mesi successivi, venne annunciato che Mike Portnoy,  batterista dei Dream Theater (gruppo che influenzò moltissimo The Rev e gli altri componenti del gruppo), aveva accettato di finire la registrazione delle parti di batteria dell'album:

Un paio di mesi dopo, nuove notizie sull'album vennero divulgate; un breve messaggio di Zacky Vengeance venne postato sul profilo Twitter del gruppo il 17 aprile 2010: 
Johnny Christ, durante un'intervista a Ultimate Guitar, disse, riguardo al processo di scrittura di Nightmare:
M. Shadows e Synyster Gates, in un'intervista di The Pulse of Radio hanno confermato la presenza di The Rev nell'album. Secondo i membri del gruppo, aveva lasciato un paio di tracce vocali prima della sua morte, che sono state usate per l'album. Con le sue parti di batteria e le tracce vocali intatte, il disco si dimostra come l'ultimo album del gruppo con il loro batterista. Gli stessi componenti del gruppo hanno rivelato alcuni dettagli riguardo al nuovo album in un'intervista con Hard Drive Radio:

### Pubblicazione e promozione
Il primo singolo Nightmare fu distribuito digitalmente il 17 maggio 2010. Un'anteprima del brano venne reso risponibile il 6 maggio 2010 su Amazon.com, ma venne rimossa subito dopo per ragioni sconosciute; tuttavia, il 10 maggio 2010, venne pubblicata un'altra anteprima di 30 secondi, non censurata, su SoundCloud e sul sito ufficiale del gruppo. Inoltre, sul profilo YouTube della band, venne caricato un lyric video per la canzone, che ricevette 275.000 visite in 24 ore.
Il 3 giugno 2010 gli Avenged Sevenfold hanno reso disponibile per l'acquisto un'edizione limitata dell'album, pre-ordinabile attraverso il sito ufficiale del gruppo.
Dal 27 maggio 2010 il gruppo cominciò a rivelare la nuova copertina dell'album sotto forma di puzzle in cui i pezzi venivano aggiunti giorno per giorno fino al 15 giugno, quando venne rivelata l'intera copertina e le tracce dell'album.
Il 29 giugno 2010 venne resa disponibile per il pre-ordine sull'iTunes Store la versione Deluxe dell'album, contenente anche la bonus track Lost It All, il videoclip della title track con il relativo dietro le quinte e la stesura della sceneggiatura dello stesso, alcune foto promozionali, una video intervista col produttore dell'album, Mike Elizondo, i testi dei brani scritti a mano (compreso quello di Lost It All) e le bozze per i disegni della copertina.
Il brano Buried Alive venne postata sulla pagina Facebook del gruppo il 14 luglio 2010, ma, a causa dei troppi utenti che tentavano di guardarla, i server si intasarono e la canzone venne, momentaneamente, rimossa dalla pagina. Il giorno seguente, il problema venne aggirato caricando la canzone su YouTube, sotto forma di lyric video con animazioni.
Il 21 luglio 2010, KROQ radio pubblicò la canzone So Far Away in esclusiva per un giorno mentre il 19 ottobre venne pubblicato il singolo Welcome to the Family, e il 5 aprile 2011 venne pubblicata ufficialmente So Far Away, insieme al relativo videoclip.
A settembre 2011, il gruppo annunciò la pubblicazione del video per il brano Buried Alive. La band chiese a Rob Zombie di dirigere il video, ma lui rifiutò, in quanto concentrato su un altro progetto.

## Tracce
Testi e musiche di Matthew Sanders, Brian Haner, Zachary Baker, Jonathan Seward e Jimmy Sullivan.
1. Nightmare – 6:16
2. Welcome to the Family – 4:05
3. Danger Line – 5:28
4. Buried Alive – 6:44
5. Natural Born Killer – 5:15
6. So Far Away – 5:26
7. God Hates Us – 5:19
8. Victim – 7:29
9. Tonight the World Dies – 4:41
10. Fiction – 5:07
11. Save Me – 10:56

Traccia bonus nell'edizione giapponese
1. Lost It All – 3:57

Tracce bonus nell'edizione deluxe di iTunes
1. Nightmare (Video) – 6:08
2. Lost It All (Non-Album Track) – 3:57

## Formazione
Gruppo
- M. Shadows or Matt Davies – voce
- Synyster Gates or Gavin Burrough – chitarra solista
- Zacky Vengeance or Kris Coombs-Roberts – chitarra
- Johnny Christ or Richard Boucher – basso
- The Rev or Ryan Richards – batteria (scrittura delle parti), voce (tracce 7, 10 e 11)
- Mike Portnoy – batteria

Altri musicisti
- David Palmer – pianoforte (tracce 1, 3, 9-11), tastiera (tracce 3 e 11), B3 (tracce 9 e 10)
- Stevie Blacke – strumenti ad arco e relativi arrangiamenti (tracce 1, 3-4, 6, 10 e 11)
- Stewart Cole – tromba (traccia 3)
- The Whistler – fischiettio (traccia 3)
- Sharlotte Gibson – cori (traccia 8)
- Jessi Collins – cori (traccia 10)
- Mike Elizondo – tastiera (traccia 10)

## Premi
| Anno | Nomination                                    | Premio                                    | Risultato       |
| ---- | --------------------------------------------- | ----------------------------------------- | --------------- |
| 2011 | Mike Portnoy in Nightmare                     | Golden God Awards: Best Drummer           | Vincitore/trice |
| 2011 | Zacky Vengeance & Synyster Gates in Nightmare | Golden God Awards: Best Guitarists        | Vincitore/trice |
| 2011 | M. Shadows in Nightmare                       | Golden God Awards: Best Vocalist          | Vincitore/trice |
| 2011 | Nightmare                                     | Golden God Awards: Album of the Year      | Vincitore/trice |
| 2011 | Buried Alive                                  | Revolver Magazine's Song of the Year 2011 | Candidato/a     |

## Date di pubblicazione
| Paese         | Data di pubblicazione | Formati                  |
| ------------- | --------------------- | ------------------------ |
| Austria       | 23 luglio 2010        | CD, LP download digitale |
| Svizzera      | 23 luglio 2010        | CD, LP download digitale |
| Nuova Zelanda | 26 luglio 2010        | CD, LP download digitale |
| Regno Unito   | 26 luglio 2010        | CD, LP download digitale |
| Svezia        | 26 luglio 2010        | CD, LP download digitale |
| Canada        | 27 luglio 2010        | CD, LP download digitale |
| Francia       | 27 luglio 2010        | CD, LP download digitale |
| Stati Uniti   | 27 luglio 2010        | CD, LP download digitale |
| Giappone      | 28 luglio 2010        | CD, LP download digitale |
| Malesia       | 28 luglio 2010        | CD, LP download digitale |
| Australia     | 30 luglio 2010        | CD, LP download digitale |
| Italia        | 1º agosto 2010        | CD, LP download digitale |
| Spagna        | 1º agosto 2010        | CD, LP download digitale |
| Taiwan        | 17 agosto 2010        | CD, LP download digitale |
| Brasile       | 27 agosto 2010        | CD, LP download digitale |
| Germania      | 27 agosto 2010        | CD, LP download digitale |